# 陳儒林
陳儒林（1839年2月21日—1901年4月15日），字泮漁，又字半池、半渠，號藻塘，福建淡水大稻埕（今臺灣臺北市大同區）人，籍貫同安西源鄉，清代舉人陳霞林堂弟。官員、仕紳。

## 生平
陳儒林於道光十九年正月初八日（1839年2月21日）出生，師從大龍峒仕紳陳維英。咸豐七年（1857年）補弟子員，同治二年（1863年）補增生。光緒元年（1875年）福建巡撫王凱泰巡台，特開決科，取超等，後參加鄉試，然並未考上。次年，陳儒林母過世，他便「讀書家居」，並開班授課。光緒五年（1879年）成為恩貢。光緒十年（1884年）中法戰爭爆發，陳儒林辦理團練助戰，因而在光緒十一年（1885年）獲台灣巡撫劉銘傳賞賜。光緒十五年（1889年），台灣布政使沈應奎賜其內閣中書官位。

光緒二十年（1894年）甲午戰爭爆發，陳儒林奉命與舉人潘成清辦理團防總局，光緒二十一年（1895年）清朝簽訂馬關條約，宣布台澎地區割讓給日本，台灣民眾群情激憤，成立台灣民主國，陳儒林被推選成為台灣民主國議院議員。日軍攻佔臺北城後，眾仕紳設立「保良局」，陳儒林作有〈偶吟一律，戲贈保良局諸紳〉一詩諷刺道：
|  | 成仁取義不相關，屈體為奴羞爾顏；千古忠心推武穆，一篇正氣仰文山。 鼓金震地雲皆黑，燄火薰天日已殷。傳說當途權太重，主和定必割臺灣。 |

該詩經大肆傳播後，發覺自己無法繼續留在臺灣，乃攜帶家眷內渡回中國。光緒二十四年（1898年）三月，任福建壽寧縣教諭，後因積勞成疾卒於任內，享年六十三歲。